# Musée Rodin

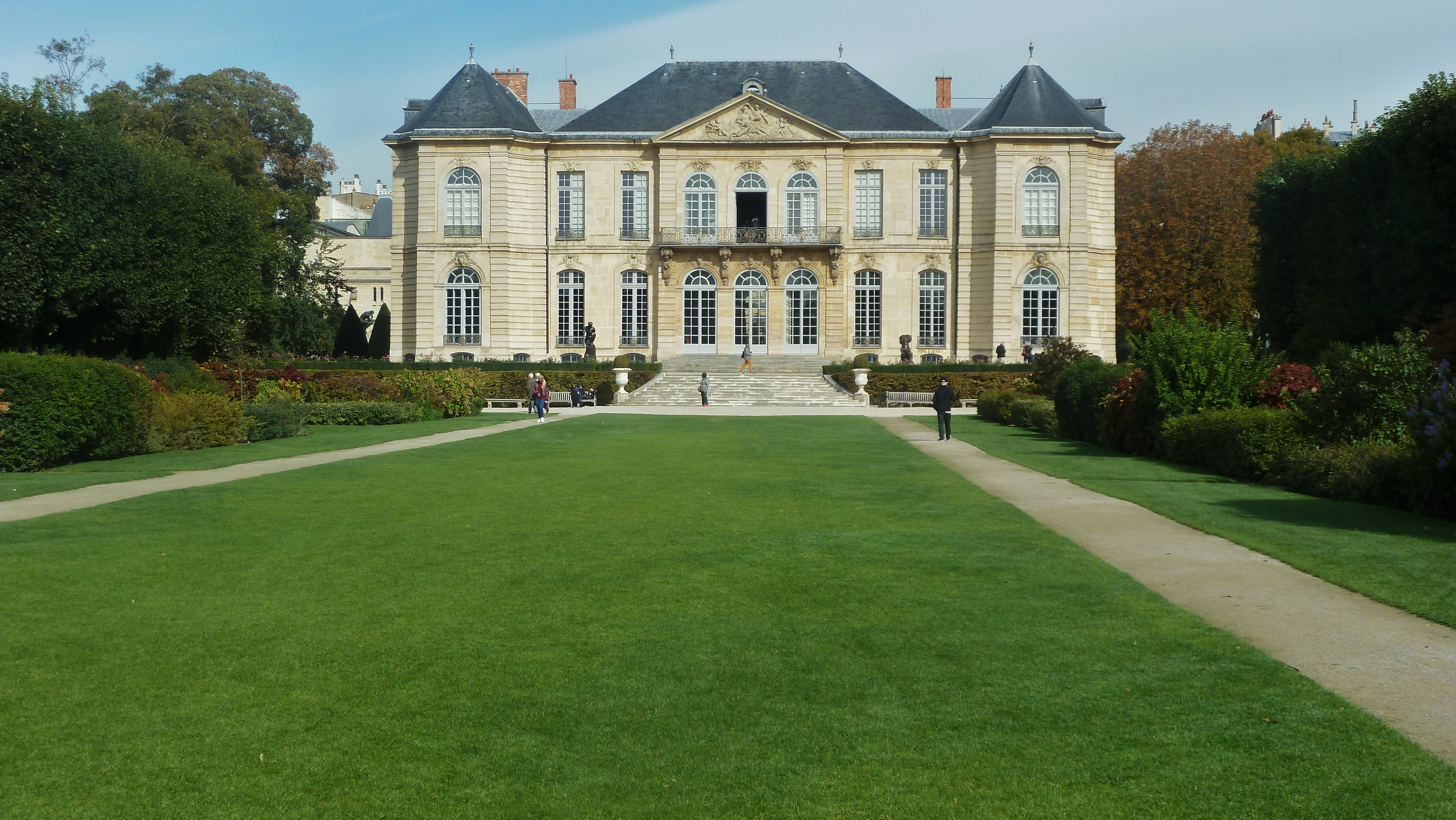
Das Musée Rodin in Paris (Oktober 2019)

Das Musée Rodin ist ein im Jahr 1919 eröffnetes, nahezu ausschließlich dem Werk des französischen Bildhauers Auguste Rodin gewidmetes Museum in der Rue de Varenne Nr. 77 im 7. Arrondissement von Paris.

## Entstehungsgeschichte

Musée Rodin, Paris.

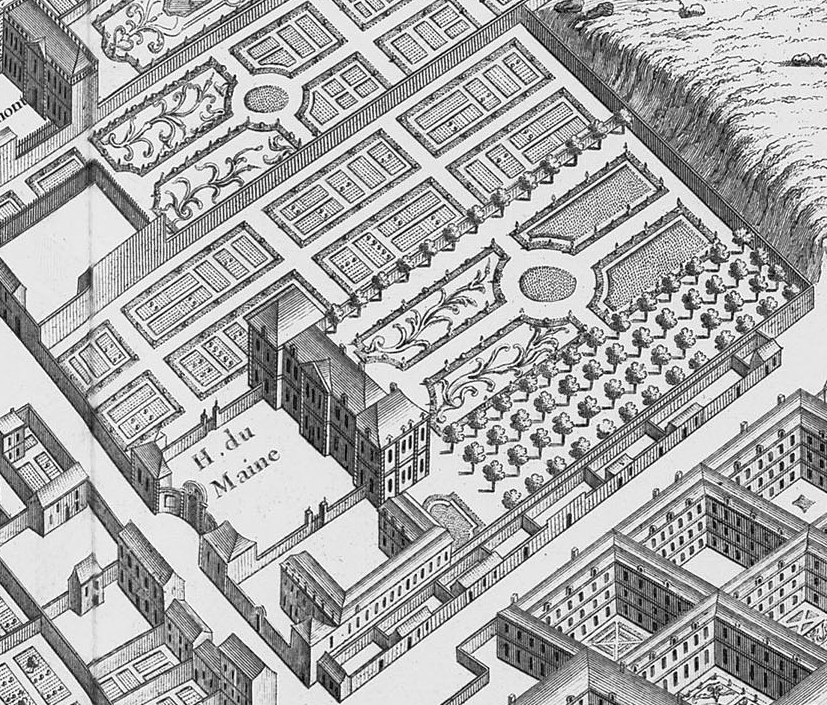
Das „Hôtel du Maine“ im Plan de Turgot (1739)

Das freistehende Gebäude im Pariser Stadtteil Faubourg Saint-Germain entstand zwischen 1727 und 1731 als Hôtel particulier (deutsch „Stadtpalais“) für den Perückenmacher und Spekulanten Abraham Peyrenc de Moras (1686 – 1732) von Jacques-Ange Gabriel und Jean Aubert und wurde nach ihm „Hôtel de Moras“ benannt. Später änderte es – je nach Eigentümer – häufiger seinen Namen. Der Stadtplan von Turgot aus 1739 benannte es „Hôtel du Maine“, nach der Gräfin de Maine, die 1738 noch ein kleineres Gebäude (französisch petit hôtel) in der großen Gartenanlage errichten ließ. Nach ihrem Tod 1753 erwarb Louis Antoine de Gontaut-Biron – Herzog de Biron – das Anwesen, das seinen Namen „Hôtel Biron“ auch noch nach dessen Tod 1788 beibehielt. Nachdem dessen Witwe Herzogin de Biron 1794 unter der Guillotine gestorben war, übernahm das Anwesen deren Neffe Herzog de Béthune-Charost, der hier aber nicht wohnte. In einem Stadtplan aus 1790 hieß es noch „Hotel Biron“, 1808 bis 1811 residierte hierin die russische Botschaft.
Danach stand es bis 1820 leer, als es die Gesellschaft vom Heiligen Herzen Jesu erwarb. Fortan war das Anwesen als „Konvent von Sacré Cœur“ (französisch Couvent du Sacré Cœur) bekannt. Die Sacré-Coeur-Schwestern richteten dort eine Schule für „höhere Töchter“ ein, in der unter anderem Eugénie de Montijo, die spätere französische Kaiserin ausgebildet wurde.
Das „Gesetz zur Trennung von Kirche und Staat“ aus dem Jahr 1904 erlaubte dem französischen Staat, das Areal dieser kirchlichen Gesellschaft zu konfiszieren. Eine Schar von Künstlern wie Henri Matisse (1908–1909) oder Jean Cocteau (1909–1910) ließ sich hier fortan nieder, so auch im Mai 1909 Clara Rilke-Westhoff, die Gattin von Rainer Maria Rilke, dem Sekretär Rodins zwischen 1905 und 1906. Im Oktober 1909 mietete Auguste Rodin vier Zimmer im Erdgeschoss des Haupthauses für 5900 Francs jährlich. Im Dezember 1909 stand das Anwesen für 5,1 Millionen Francs zum Verkauf, worauf Rodin den Wunsch äußerte, hier bis zum Lebensende wohnen zu dürfen. Der Senator Gaudin de Villaine intervenierte und verhinderte den Verkauf. Nach einigem Zögern stimmte der Staat zu und widmete am 1. April 1916 das Areal um in „Musée Rodin“. Die Eröffnung des Museums am 4. August 1919 erlebte Rodin nicht mehr, denn er verstarb zuvor am 17. November 1917.
Seit Februar 1993 regelt ein staatliches Dekret die Organisation des Museums. Nach einer dreijährigen Sanierung wurde das Haus am 12. November 2015 wiedereröffnet.

## Exponate

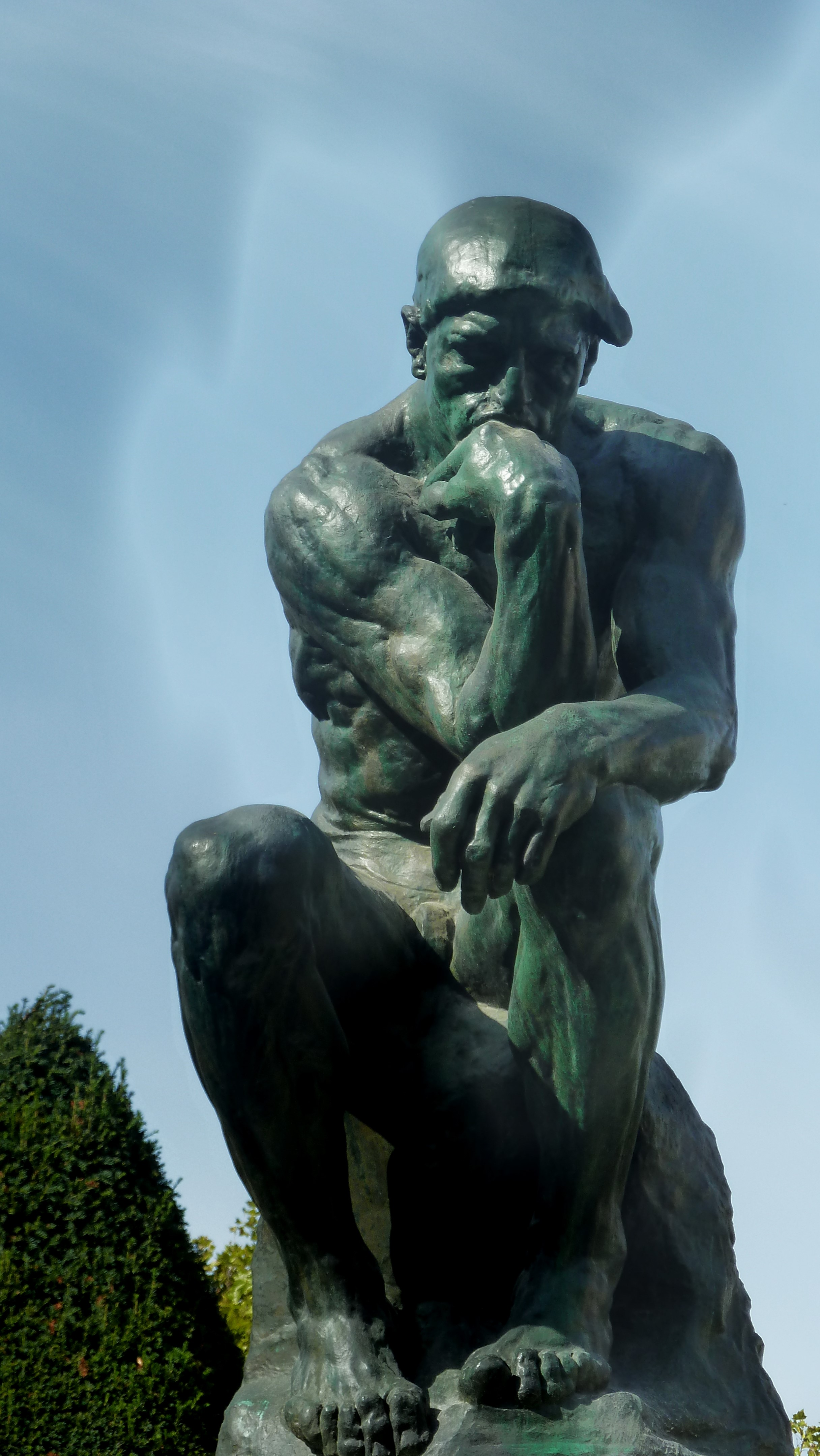
Musée Rodin – Le Penseur (Der Denker, 1880)
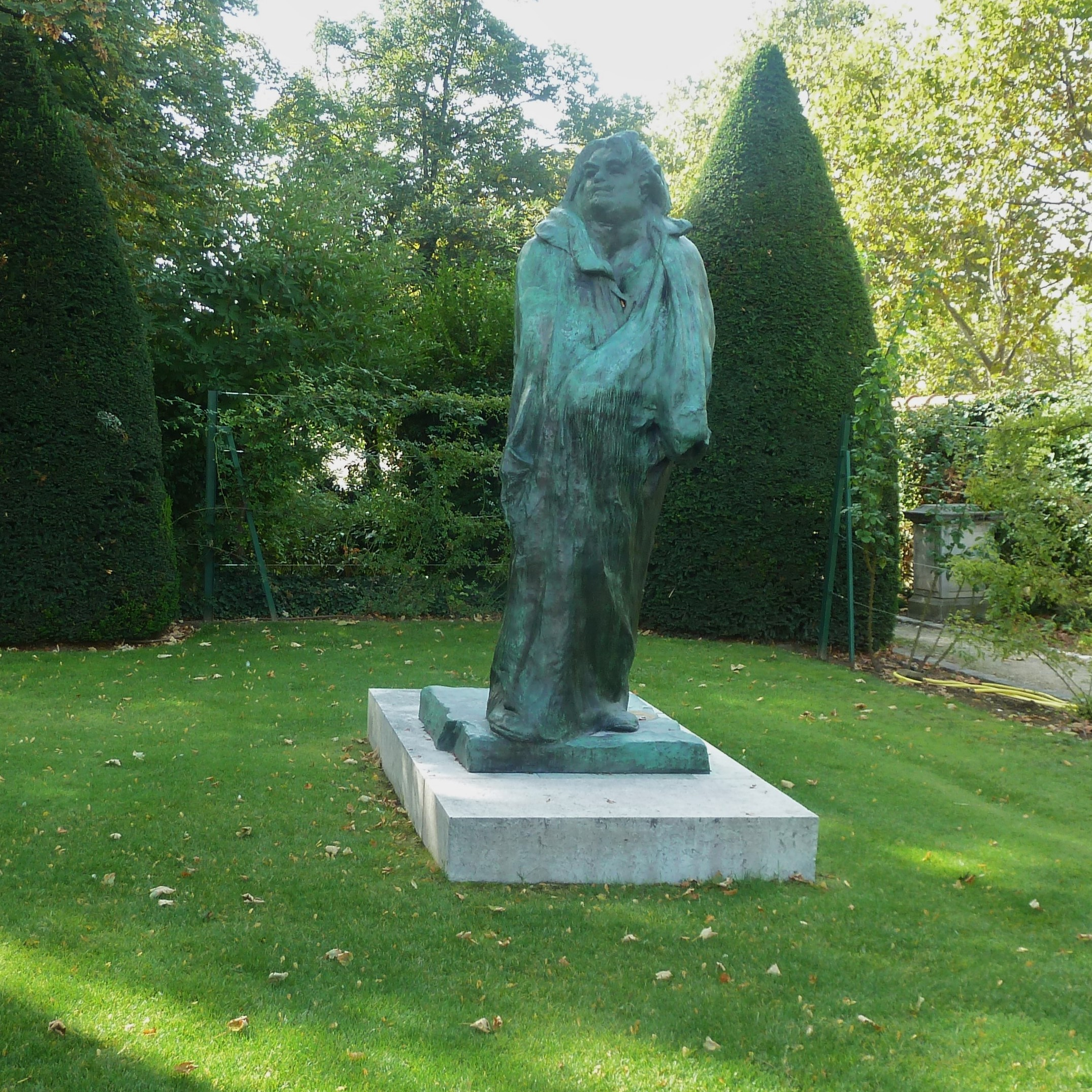
Musée Rodin – Skulptur Honoré de Balzac
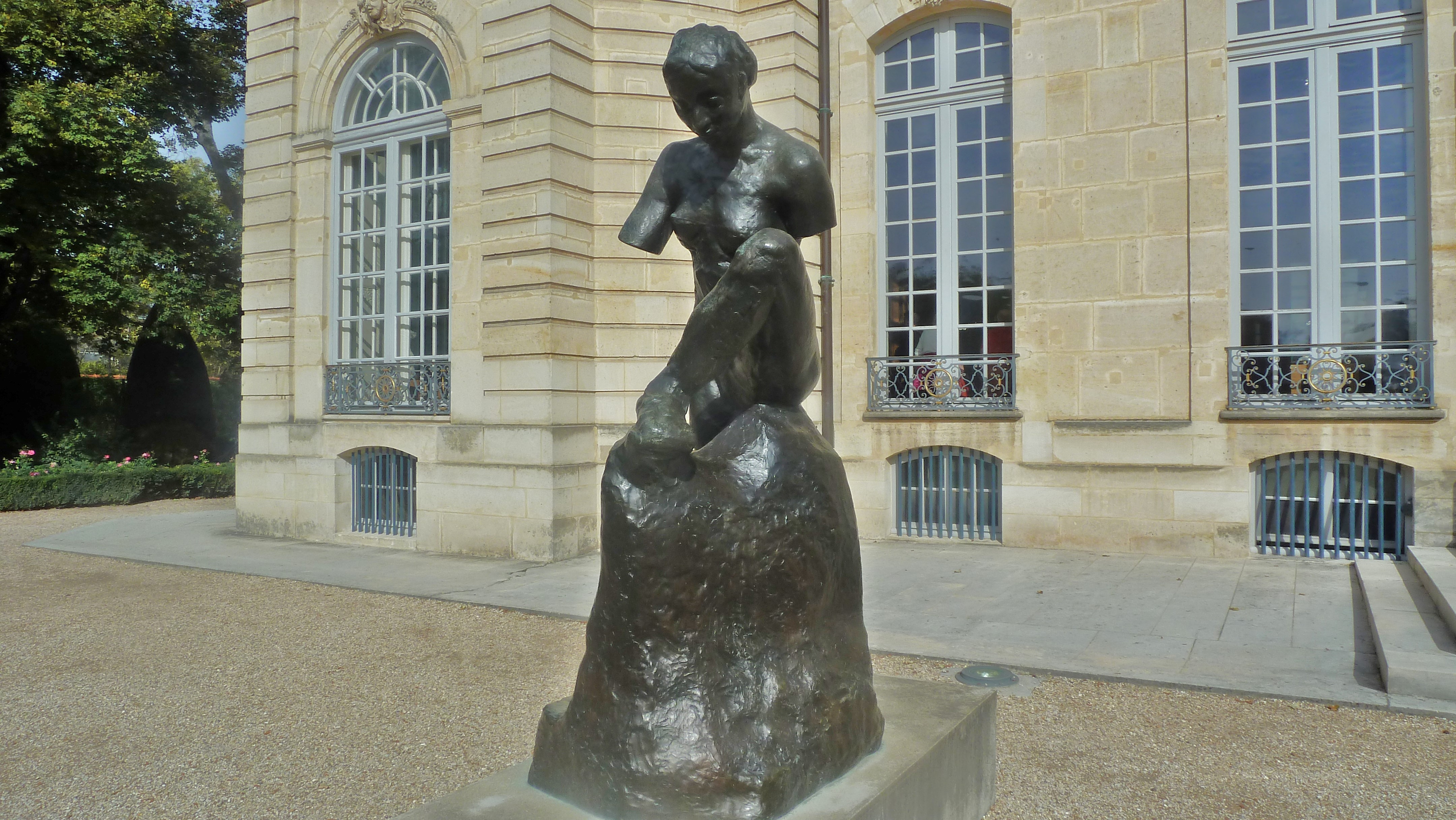
Musée Rodin – La muse Whistler
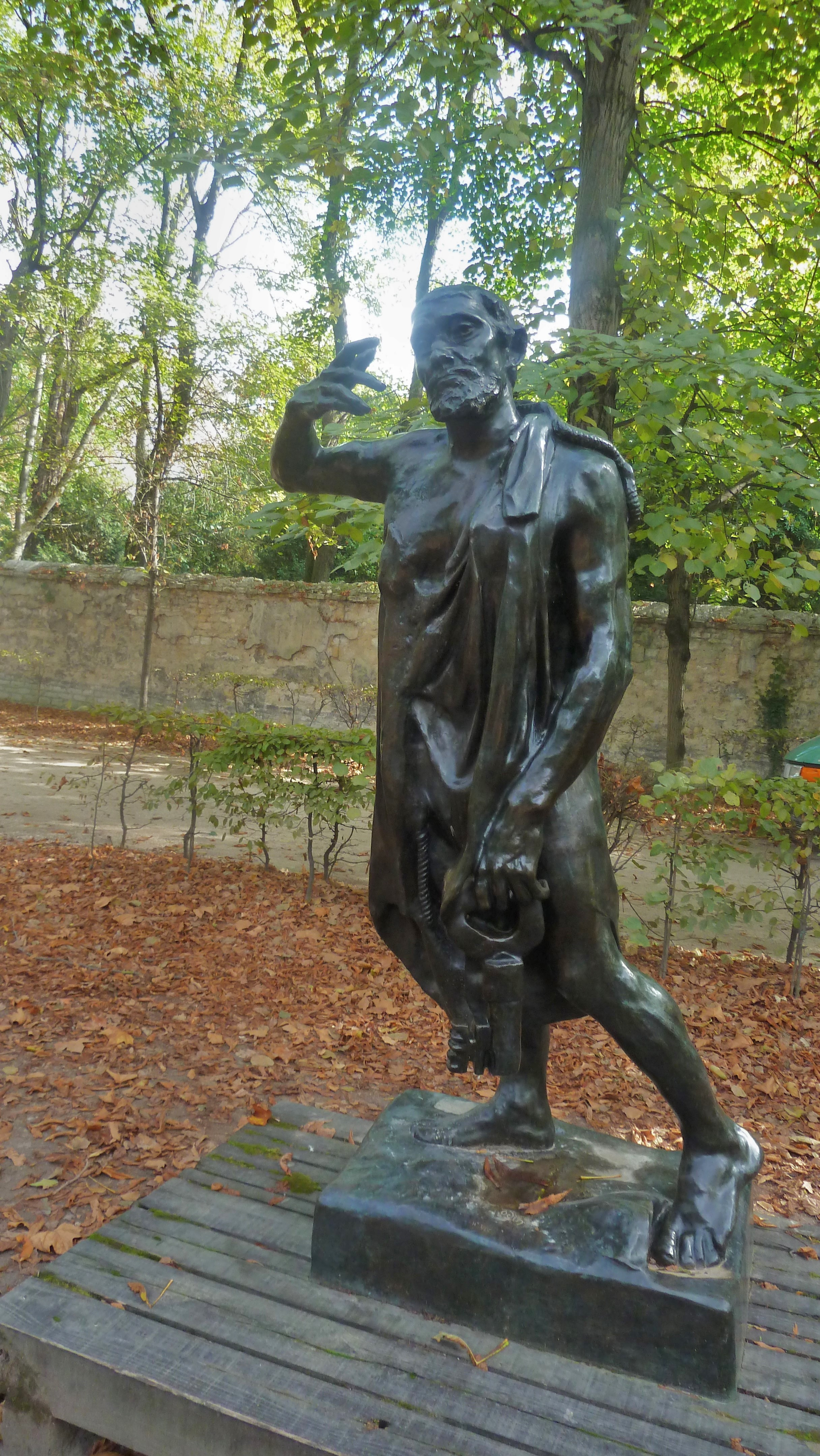
Musée Rodin – Monument Victor Hugo
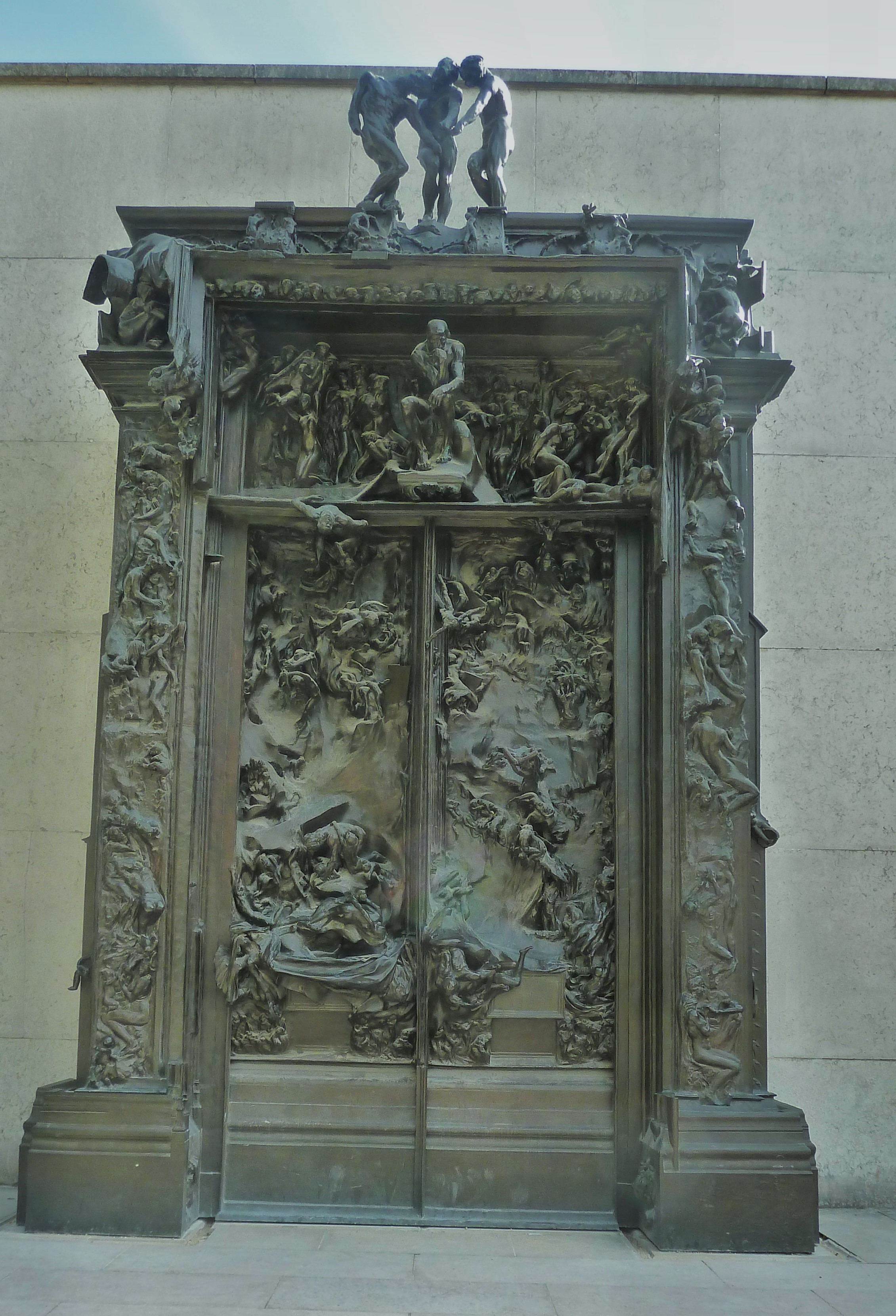
Musée Rodin – Porte de l’Enfer („Das Höllentor“, 1926)
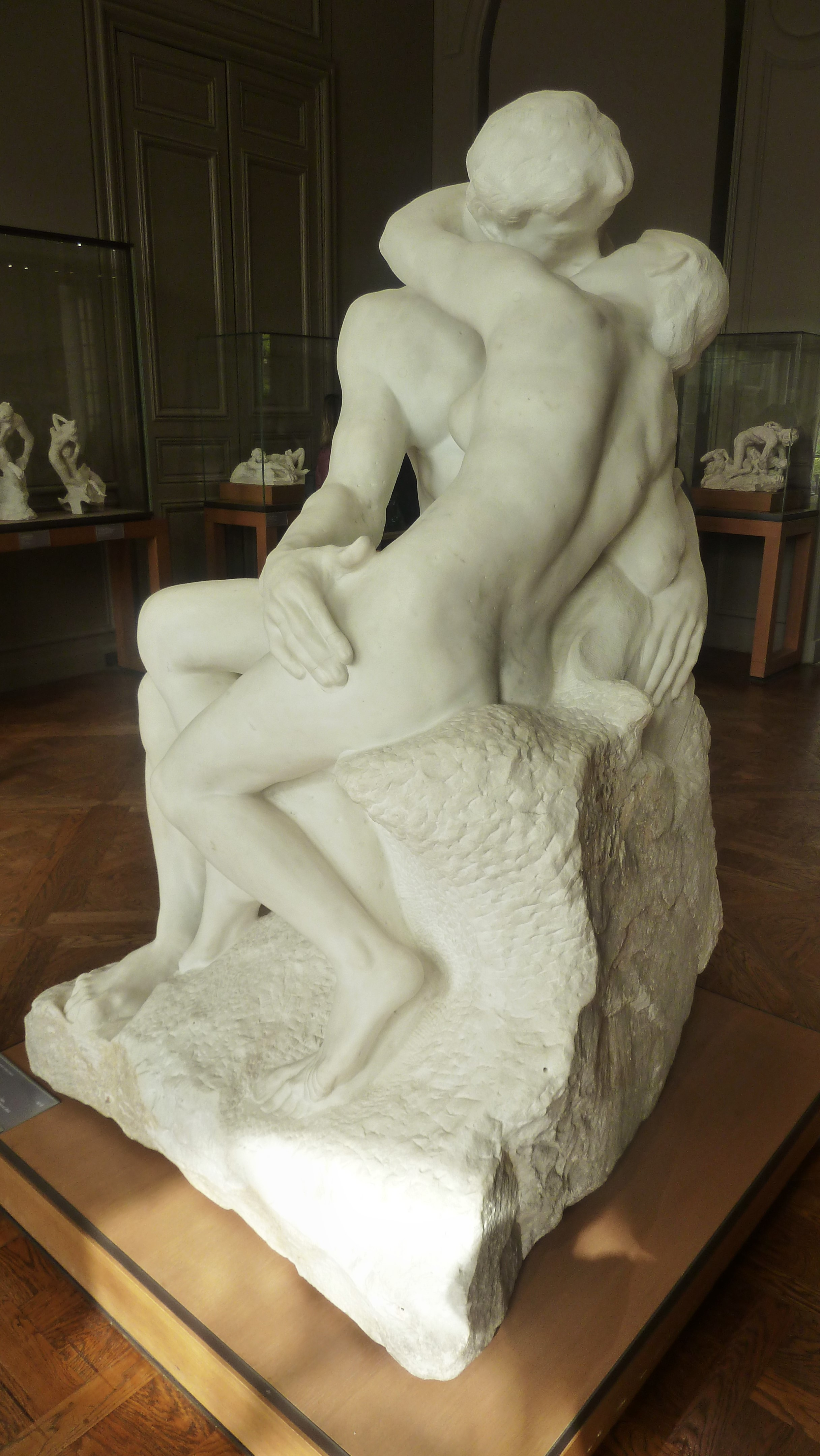
Musée Rodin – Le Baiser (Der Kuss, 1886)

Zu den im Museum ausgestellten weltberühmten Exponaten zählt unter anderem Der Denker aus dem Jahr 1880 und Der Kuss aus 1886, deren Bildtitel allgemeine Bekanntheit erlangt haben. Außerdem befinden sich dort die Werke der langjährigen Geliebten Rodins, Camille Claudel, sowie Rodins Privatsammlung u. a. mit Gemälden von Vincent van Gogh. Ferner beherbergt das Museum den ersten Bronzeguss des Portals Das Höllentor (postum 1926 gefertigt), über dem die erste Version des Denkers als Relief thront.